# 피구의 제왕
《피구의 제왕》(영어: DodgeBall: A True Underdog Story, 독일어: Voll auf die Nüsse)은 2004년 개봉한 독일과 미국의 스포츠 코미디 영화이다. 로슨 마셜 서버가 연출과 각본을 맡고, 빈스 본, 벤 스틸러 등이 출연하였다.
2023년 속편이 제작에 들어갔다는 소식이 전해졌다.

## 줄거리
피터는 부동산·세금 전문 변호사 케이트로부터 모기지 채무 불이행으로 체육관 애버리지 조스(→보통 사람) 짐을 압류 당할 위기에 처했다는 통보를 받는다. 길 건너 체육관 글로보 짐을 소유한 경쟁자 화이트는 애버리지 조스를 인수해 허물고 그 자리에 글로보 회원용 보조 주차 건물을 지을 생각이다. 담보권 실행을 피하려면 피터는 30일 이내에 5만 달러를 구해야한다. 애버리지 조스 직원과 회원들은 힘을 합쳐 돈을 모으기로 하고, 회원 고든은 상금 5만 달러가 걸린 라스베이거스 피구 시합에 참가할 것을 제안한다.
다음날 애버리지 조스는 지역 예선에서 걸 스카우트 417단에 패배하지만 선수 하나가 단백동화 스테로이드와 비버 진정제 사용으로 실격 처리되면서 부전승한다. 화이트 역시 글로보 팀을 결성하고, 가상의 미국 피구 협회(ADAA) 총재와의 친분으로 출전 자격을 얻는 경기를 건너뛴다. ADAA 대회에서 일곱 번 우승하고 은퇴한 아일랜드 출신 피구의 제왕 패치스 오훌리핸은 애버리지 조스를 지켜보다가 코치를 자원하고 지옥 훈련에 들어간다.
한편 케이트는 뛰어난 피구 실력을 갖췄지만 이해 충돌(COI) 문제를 이유로 애버리지 조스 참여를 사양한다. 케이트에게 반한 화이트는 케이트가 역시 COI를 이유로 퇴짜를 놓자 케이트와 사귀기 위해 케이트에게 절도 및 음주 문제가 있는 것처럼 꾸며 회사에서 해고당하게 만든다. 이제 케이트는 COI 문제에서 자유로워졌지만 분노한 케이트는 더더욱 화이트를 거절하고 애버리지 조스 팀에 들어간다.
글로보 짐과의 결승전 전날 밤 하필 카지노 내부 천장에 달린 바 표지판이 떨어져 패치스가 사망한다. 의욕을 상실한 피터는 증발하고, 본인이 해적이 아니라는 사실을 받아들이기 힘든 스티브는 방황하고, 저스틴은 학교 치어리딩 팀 전국 선수권 대회 결승전을 급히 도와주느라 자리를 비우자 총재는 선수 부족을 이유로 애버리지 조스를 자동 기권 처리한다. 그러나 치어리딩 팀을 우승으로 이끈 저스틴, 랜스 암스트롱에게 격려받은 피터가 뒤늦게 나타나고, 심판 위원회가 2/3 표결로 기권 판정을 다수결로 뒤집어 애버리지 조스를 다시 복귀시킨다.
화이트가 더블 폴트를 범하면서 일대일 서든 데스로 넘어가고, 눈을 가린 피터가 화이트의 얼굴에 공을 명중시켜 상금을 차지한다. 화이트는 전날 밤 피터가 자신에게 애버리지 조스를 양도했으니 우승해봤자 애버리지 조스는 어쨌든 자신의 것이라며 조롱한다. 그러나 피터는 화이트에게 받았던 10만 달러를 50 대 1 우승 확률이었던 애버리지 조스의 우승에 걸었음을 밝힌다. 피터는 경기장에서 바로 배당금 500만 달러를 받는다. 피터는 다시 이 돈으로 상장 회사인 글로보 체육관 주식을 경영권 행사가 가능한 수준으로 사들여 애버리지 조스 소유권을 되찾은 뒤 화이트를 해고한다. 케이트와 맺어진 피터는 새 단장을 한 애버리지 조스에서 청소년 피구 교실을 연다. 화이트는 과거의 비만증 상태로 돌아간다.

## 출연
- 빈스 본 - 피터 "피트" 러플루어 역
- 크리스틴 테일러 - 캐서린 "케이트" 비치 역
- 벤 스틸러 - 화이트 굿맨 역
- 립 톤 - 패치스 오훌리핸 역
  - 행크 어제리아 - 젊은 패치스 역
- 저스틴 롱 - 저스틴 레드먼 역. 고등학생 애버리지 조스 회원.
- 스티븐 루트 - 고든 피브 역. 애버리지 조스 회원.
- 앨런 튜딕 - 스티브 "해적" 카원 역. 애버리지 조스 회원. 해적처럼 행동한다.
- 조엘 데이비드 무어 - 오언 디트먼 역. 애버리지 조스 직원.
- 미시 파일 - 프랜 스탈리노브스코비치다비디비치스키 역. 허구 국가 로마노비아 프로 피구 선수 출신 글로보 팀 선수. 오언의 여자친구가 된다.
- 저말 더프 - 미셸 존스 역. 화이트의 "몸매 관리 콘실리에리".
- 게리 콜 - 코튼 맥나이트 역. ESPN 8 피구 대회 중계 방송 아나운서.
- 제이슨 베이트먼 - 페퍼 브룩스 역. 중계 방송 해설자.
- 윌리엄 섀트너 - 피구 협회 총재 역
- 줄리 건잘로 - 앰버 역
- 러스티 조이너 - 블레이드 역. 글로보 체육관 피구팀 선수.
- 커티스 암스트롱 - 랠프 씨 역
- 케이든 보이드 - 티미 역. 피구 교육 비디오 해설자.
- 수지 나카무라 - 고든의 아내 역
- 패튼 오즈월트 - 비디오 가게 직원 목소리 / 화이트가 피자를 만지작거릴 때 보는 영상 속 목소리 (크레디트 미기재)
- 랜스 암스트롱 - 본인 역
- 척 노리스 - 본인 역. 피구 심판 위원회 위원.
- 데이비드 해슬호프 - 본인 역. 독일 팀 블리츠크리크 코치.

## 기타 제작진
- 배역: 주얼 베스트럽, 블라이스 커펠로, 진 매카시
- 미술: 마허 아매드
- 의상: 캐럴 램지